# Kurt Salomon Maier
Kurt Salomon Maier (* 4. Mai 1930 in Kippenheim) ist ein deutsch-amerikanischer Bibliothekar. Er überlebte die Deportation 1940 in das Internierungslager Gurs. Er lebt in Washington, D.C.

## Leben
Seine Kindheit verbrachte Kurt Salomon Maier mit seinen Eltern Siegfried und Charlotte Maier und seinem jüngeren Bruder Heinz in Kippenheim im Schwarzwald, wo seine Mutter einen Lebensmittelladen betrieb. Nach der Pogromnacht 1938 bekam auch er Schulverbot in seinem Heimatort und musste auf eine jüdische Schule in Freiburg wechseln. Sein Vater und sein Großvater wurden in dieser Nacht von der Gestapo verhaftet und ins Konzentrationslager Dachau verschleppt.
Am Tag des Laubhüttenfests am 22. Oktober 1940 wurde er mit seinen Eltern in der Wagner-Bürckel-Aktion in das Camp de Gurs in Frankreich deportiert. Dank eines Affidavits von Verwandten in Texas gelang ihnen an Bord der Nyassa die Flucht über Marseille  und Casablanca nach New York. Zum Ableisten seines Militärdienstes in der US Army kam er von 1952 bis 1954 in den pfälzischen Ort Baumholder im Hunsrück.
Anschließend studierte er deutsche Literatur und Geschichte an der Columbia University und an der Freien Universität Berlin. Er promovierte 1969 mit der Schrift Images of the Jew in Postwar German Fiction and Drama und unterrichtete Deutsch an mehreren Colleges. Von 1975 bis 1978 war er als Bibliothekar am Leo Baeck Institut in New York tätig, bevor er in die Abteilung für deutsche Geschichte und Literatur der Kongressbibliothek in Washington wechselte. Dort arbeitete er bis zum seinem 94. Geburtstag in Vollzeit und übt seitdem dem seine Arbeit dort ehrenamtlich aus.
Maier hält auch im hohen Alter noch zahlreiche Vorträge über den Holocaust und unterstützte das kirchliche Projekt „Mahnmal für die deportierten badischen Jüdinnen und Juden“ in Neckarzimmern.
Am 12. Juli 2023 erhielt Kurt Salomon fast 82 Jahre, nachdem die Nazis ihn seiner deutschen Staatsbürgerschaft beraubt hatten, die deutsche Staatsangehörigkeit im Rahmen einer Zeremonie in der deutschen Botschaft in Washington zurück.
Seine Lebensgeschichte ist als interaktives Zeitzeugnis im Deutsche Exilarchiv 1933–1945 der Deutschen Nationalbibliothek zugänglich. Mit 3D-Technik und Künstlicher Intelligenz kann der Eindruck einer realen Gesprächssituation erzeugt werden. Das Programm wurde mit dem Ziel entwickelt, die Geschichten von Zeitzeugen der Shoah auch künftigen Generationen anschaulich darzustellen. Eine Online-Version des interaktiven Interviews mit Maier ist ebenfalls freigeschaltet.

## Auszeichnungen

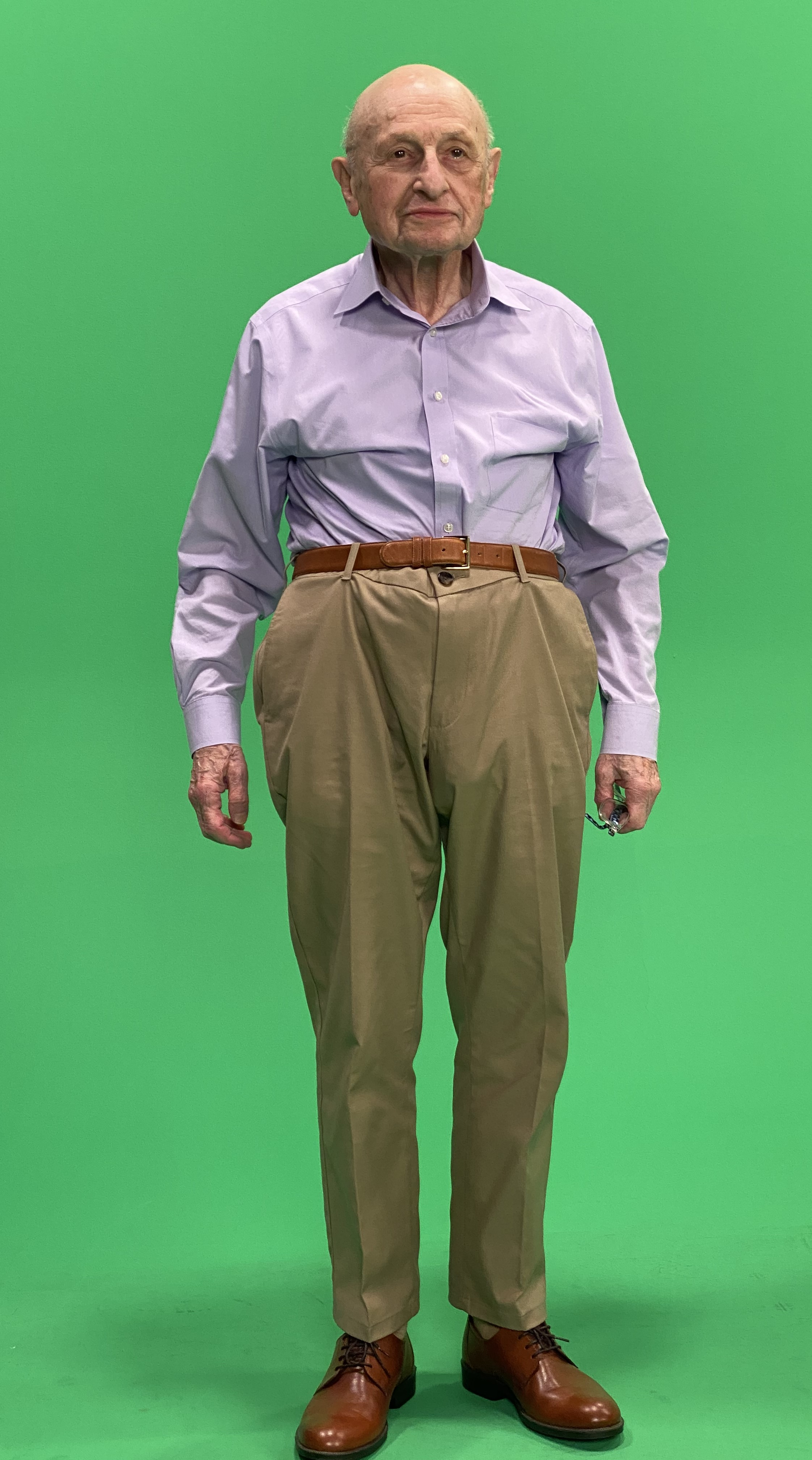
Kurt Salomon Maier, Juli 2021 in Washington D.C., USA, während der Aufnahmen für das Projekt „Frag nach!“, Fotografie: Sylvia Asmus, DNB

Am 8. Mai 2010 wurde Maier durch den Ministerpräsidenten des Landes Baden-Württemberg der Verdienstorden des Landes Baden-Württemberg verliehen.
2019 wurde Maier mit dem Bundesverdienstkreuz am Bande ausgezeichnet, das ihm durch die Botschafterin der Bundesrepublik Deutschland in den USA, Emily Haber, überreicht wurde.

## Schriften
- Nach der Dissertation mehrere kleine Theaterstücke.
- „Paulas Patienten“ (Stück in 3 Akten, 1999. Engl. Original „Paula’s Patients“, 2002 in Ettenheim von der „kleinen bühne“ uraufgeführt.) Das Stück handelt von Paula Fichtl, ein Bauernmädchen, das als Haushaltshilfe bei der Familie von Sigmund Freud arbeitet.

- Im 2011 erschienenen autobiografischen Buch Unerwünscht: Kindheits- und Jugenderinnerungen eines jüdischen Kippenheimers schildert Maier seine Kindheit, auch während der NS-Herrschaft, die Deportation in das Lager Gurs, die dortigen Zustände und die Emigration nach und das Leben in New York. 2017 erschien eine überarbeitete und erweiterte zweite Auflage des Buches. Hrsg. von der Evangelischen Landeskirche in Baden – Arbeitsstelle Frieden. Verlag Regionalkultur Ubstadt-Weiher, 2011, 112 Seiten. ISBN 978-3-89735-623-8, Zweite Auflage (2017), ISBN 3-89735-623-6.